# Кора (Вајоминг)
Кора (енгл. Cora) насељено је место без административног статуса у америчкој савезној држави Вајоминг.

## Демографија
По попису из 2010. године број становника је 142, што је 66 (86,8%) становника више него 2000. године.
| Група             | 2000.      | 2010.       |
| Белци             | 75 (98,7%) | 132 (93,0%) |
| Афроамериканци    | 0 (0,0%)   | 0 (0,0%)    |
| Азијати           | 0 (0,0%)   | 1 (0,7%)    |
| Хиспаноамериканци | 0 (0,0%)   | 9 (6,3%)    |
| Укупно            | 76         | 142         |